# Jean Peltier Dudoyer
Jean Peltier , dit Peltier Dudoyer (né en 1734 à Saint-Martin de l'Île de Ré et mort le 25 février 1803 à Nantes) est un armateur et négrier nantais. Après avoir armé 70 bateaux, il a passé la seconde partie de sa vie à l'Isle de France (Île Maurice aujourd'hui) où il s'était remarié. Il a proposé au Directoire, en 1798, d'être l'homme qui abolirait l'esclavage à l'Isle de France.

## Biographie

### Origines et jeunesse
Né dans une famille d'armateurs. Son père, négociant à Saint-Martin-de-Ré, étant décédé quand il était encore adolescent, sa mère le confiera à un oncle Étienne René Dudoyer, procureur fiscal du château de Gonnord en Anjou.
Jean Peltier poursuit ses études à la faculté d'Angers où il sera bachelier en droit, puis maître-es-arts. Il s'est marié, le 18 décembre 1758, avec Gabrielle Marie Dudoyer. C'est à Gonnord que naissent ses 4 enfants dont Jean-Gabriel né en 1760, journaliste monarchiste ; Marie-Étienne, né en 1762, corsaire ; Marie Anne Françoise, née  en 1763, future épouse de François Michaud.

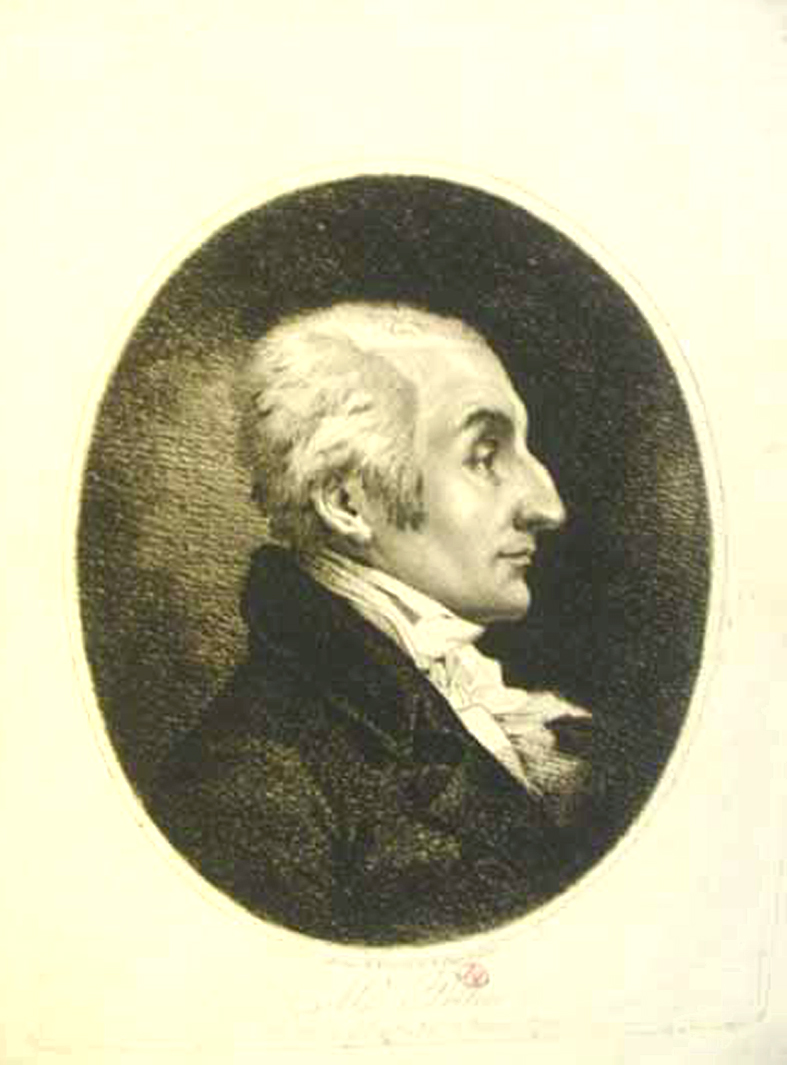
Son fils aîné Jean-Gabriel Peltier, 1807.

En décembre 1763, le décès du propriétaire de Gonnord (Armand Charles Gabriel de la Forest d'Armaillé) va entraîner le départ de la famille Peltier pour Nantes. Le traité de paix mettant fin à la Guerre de Sept Ans a été signé le 10 février 1763, le port de Nantes va pouvoir reprendre ses activités commerciales avec les Antilles et la traite.

### L'installation à Nantes
En 1764. Il s'établit dans le quartier maritime, à l'Île Feydeau. Il est accueilli dans la loge maçonnique Saint-Germain du Grand-Orient comme le montre sa signature du 2 décembre 1765.
Le 12 décembre 1765, il acquiert un petit bateau de 48 tonneaux le Dudoyer. Malheureusement l'absence de capitaux suffisants l'obligera à le revendre au cours du voyage vers Santander.
Le 16 mai 1769, Jean Peltier est enregistré comme inspecteur de tous les ports et quais le long des rivières navigables de Nantes à Ingrandes (Maine-et-Loire). Poste qu'il va occuper jusqu'à sa rencontre avec Jean Joseph Carrier de Montieu, directeur de la Manufacture royale d’armes de Saint-Étienne. Une carrière d'armateur s'offre enfin à lui, mais d'abord comme négrier.

### Armateur négrier
La traite négrière : le 17 septembre 1771, Jean Peltier se porte acquéreur de la Geneviève qu'il rebaptise la Diligente, du port de 90 tonneaux, "faisant et agissant pour le compte de Mr de Montieu de Paris". La destination est indiquée sur l'acte d'achat : la Côte de l'Or. Vont suivre l'achat du Boynes et de 3 corvettes, de l'Aimable Thérèse, le Terray et la Belle Nantaise, tous destinés à la traite. Mais la vie de Montieu s'est compliquée avec son rôle dans la réforme de l'artillerie voulue par Jean-Baptiste Vaquette de Gribeauval. Son appât du gain va entraîner Montieu au procès des Invalides, il est condamné le 14 octobre 1773 à ce qui pourrait être la prison à vie. Toutefois, avec le règne de Louis XVI, le procès est rejugé à Nancy, Montieu et son beau-frère, le lieutenant-colonel Alexandre Louis Cassier de Bellegarde, sont acquittés. Pendant ce temps, Jean Peltier a géré au mieux les affaires de Montieu, revendant les bateaux à leur retour en France pour lui procurer des fonds. Une nouvelle orientation se profile : la Guerre d’indépendance américaine.

### L'indépendance américaine (1776-1783)

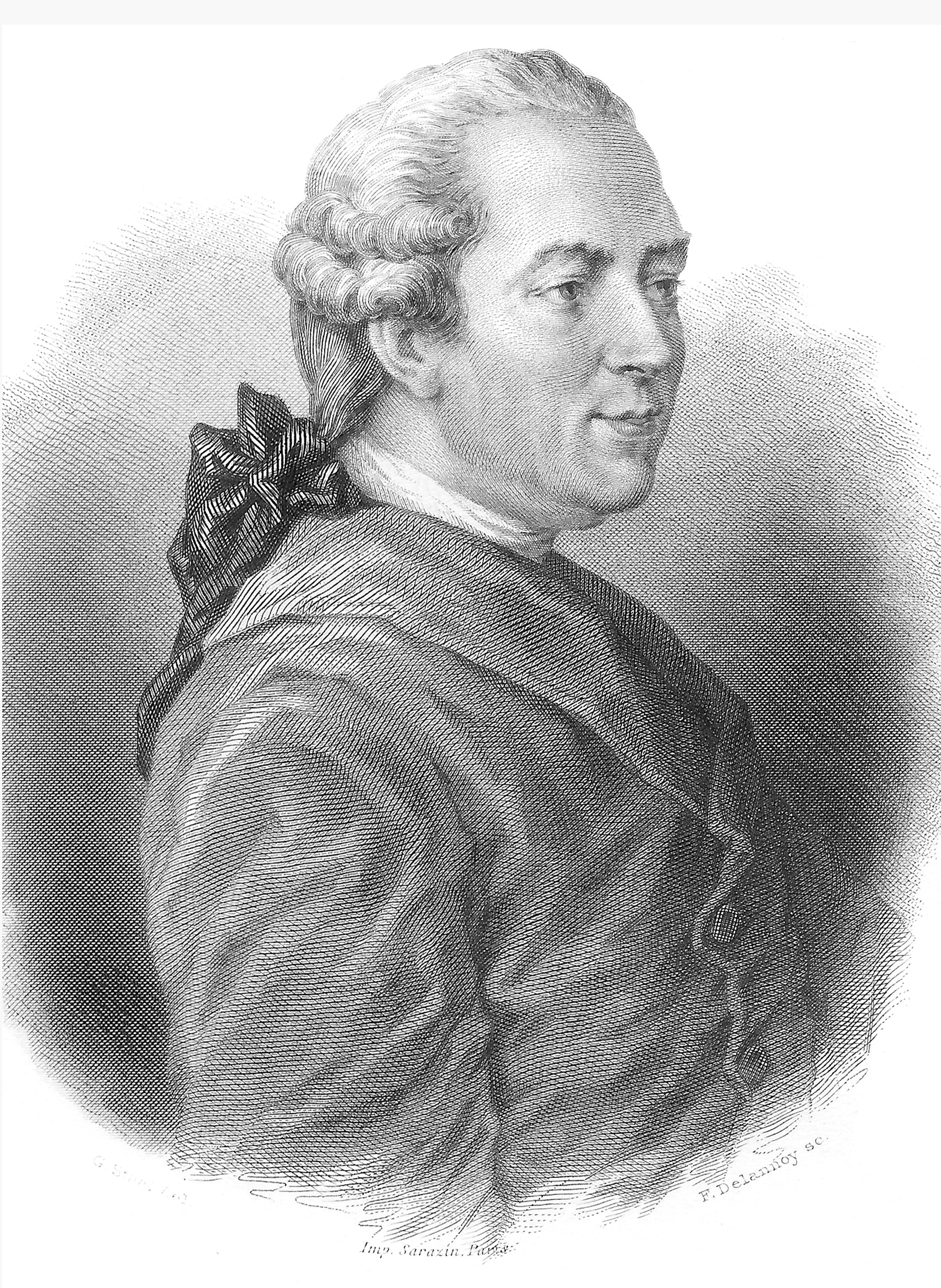
Son client Pierre-Augustin Caron de Beaumarchais (1732-1799).

1776. En juillet, l'arrivée du commissaire américain Silas Deane a décidé la France à intervenir dans la guerre d'Indépendance, mais à travers des personnes privées comme Jacques Barbeu du Bourg, et Pierre-Augustin Caron de Beaumarchais qui avait déjà eu des contacts à Londres avec Arthur Lee. Lors de son passage à Nantes en décembre 1776, Benjamin Franklin a l'occasion de rencontrer Jean Peltier et son fils aîné au cours d'un dîner chez Gruel. Finalement Beaumarchais a supplanté du Bourg et s'est allié avec Montieu, il crée  à Paris la société Rodrigue Hortalez & Cie. Le premier essai d'envoi de renforts aux États-Unis à partir du port du Havre est pratiquement un échec. Seul l'Amphitrite réussit à quitter le port le 14 décembre 1776  avec 49 militaires à bord, dont  le major Thomas Conway et le colonel Tronson du Coudray. À son retour à Lorient l'Amphitrite sera une source de conflit avec les commissaires américains. Jean Peltier ne peut récupérer la cargaison, Francy est envoyé à Lorient, finalement Beaumarchais obtient gain de cause et le 27 décembre 1777 l'Amphitrite est envoyé à Nantes pour être désarmé par Jean Peltier . 
1777. Jonathan Williams, sur la décision des commissaires américains, demande à Jean Peltier de faire construire un bateau armé de 32 canons. Ce sera le Lyon, "sans qu'aucun étranger n'y ait part...", bien que Peltier soit remboursé de ses frais par  une banque à Paris. Autant de canons sur un bateau de commerce de 400 tx intrigue les autorités et génère des soupçons. Finalement le départ est autorisé vers Saint-Domingue avec un équipage français, dont Nicolas Baudin, et 111 passagers américains (le futur équipage une fois rendu au large). Le 12 février ils quittent Nantes et rejoignent l'escadre de La Motte-Picquet en baie de Quiberon. Samuel Nicholson prend le commandement, le Lyon devient un corsaire américain le Deane.
1778. Beaumarchais et Montieu vont s'appuyer sur Jean Peltier à Nantes et sur de Richemond et Garnaud à La Rochelle. Il s'ensuivra une longue collaboration avec Jean Peltier, puis avec François Michaud, son gendre qui deviendra ensuite son associé. Ainsi 25 navires vont quitter Nantes pour approvisionner les Américains ou nos colonies pendant la guerre d'Indépendance. Ces navires partiront d'abord seuls comme la Duchesse de Grammont ou le Duc de Choiseul jusqu'à la reconnaissance des États-Unis en 1778. Mais pour les armateurs français le remplacement de Silas Deane par John Adams ne facilite pas les rapports avec les Américains pour le règlement de leurs comptes. Il y a déjà un litige entre Arthur Lee et Jonathan William, l'agent des Commissaires à Nantes, l'habituel partenaire de Jean Peltier .
1779. Jean Peltier achète, pour le compte de Montieu, le Drake, prise américaine de John Paul Jones, cédé par Johathan Williams, porteur de la procuration du capitaine McNeil. Cette vente est la conclusion d'un imbroglio entre armateurs et capitaines.

1780. Les bateaux de Jean Peltier doivent se joindre aux escadres de : Charles-Henri-Louis d’Arsac de Ternay qui transporte le corps expéditionnaire de Rochambeau, de Guichen et de La Motte-Picquet. 

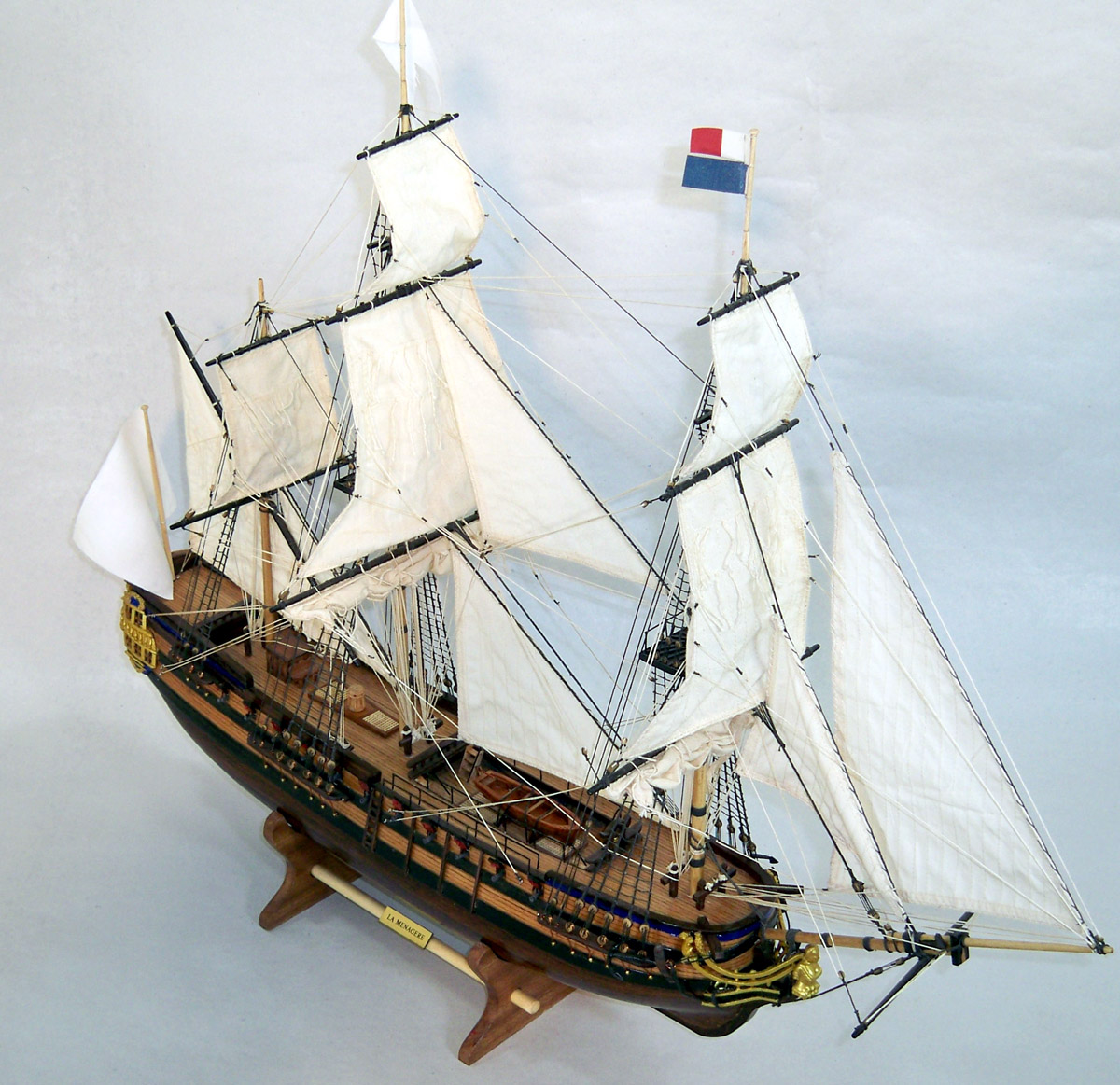
Maquette de la flûte du Roi la Ménagère.

1781. Kerguelen décide une nouvelle expédition de découvertes. Il choisit le Liber Navigator, 150 tonneaux et 6 canons, armé par Aubry de La Fosse, armateur négrier nantais. Le projet est financé par : le marquis de Louvois, Kerguelen lui-même, et la famille Peltier, de Saumur, qu'il a rencontrée lors de son emprisonnement. Louvois s'étant désisté, Montieu, décide de participer. Mais, faute de trésorerie, il doit tirer des traites sur deux autres armateurs nantais, Étienne Carrier et Jean Peltier. Muni de passeports français et anglais le Liber Navigator sort de l'estuaire de la Loire le 24 juillet. Mais un navire britannique l'intercepte et l'équipage est emmené en détention en Irlande. Les Anglais méfiants fouillent le navire et y trouvent un projet d'invasion de l'île de Sainte-Hélène. Une idée conçue dans un moment d'oisiveté dira Kerguelen.
1782. Le 11 février a lieu le dernier départ de cinq navires, cette fois au profit de la Compagnie néerlandaise des Indes orientales (VOC), pour la défense du Cap de Bonne-Espérance contre les Anglais. Les bateaux feront le voyage sous la protection de l'escadre de Peynier. Après bien des négociations, ils seront vendus sur place au roi de France par Robert Pitot qui avait une procuration de Montieu pour les vendre à leur arrivée à L'Isle de France. Les bateaux continueront leur route vers l'Isle de France puis les Indes pour approvisionner Suffren. Pitot, lui continue sa route vers la France et sera capturé par les Anglais.
1783. La fin de la guerre approche, Beaumarchais tente une expédition vers la colonie de Saint-Domingue : 3 navires, dont deux l'Alexandre et la flûte la Ménagère prêtée par le Roi, sont capturés par un navire anglais le Mediator à la sortie de la Gironde le 9 décembre 1782. Seule l'Aimable Eugénie, armée par Jean Peltier et commandée par son neveu Nicolas Baudin, réussit à s'échapper et à rejoindre Saint-Domingue, où il fait naufrage. Une catastrophe pour Beaumarchais.
1784. Voit le retour du dernier bateau concerné par la guerre d'Indépendance américaine, le Comte d'Estaing, 750 tx, ayant à son bord  un héros : le brigadier-général Armand Tuffin de la Rouërie qui a embarqué à Baltimore, accompagné de 6 officiers. Ils débarquent à Nantes le 29 août.

### Les liens vers l'océan Indien

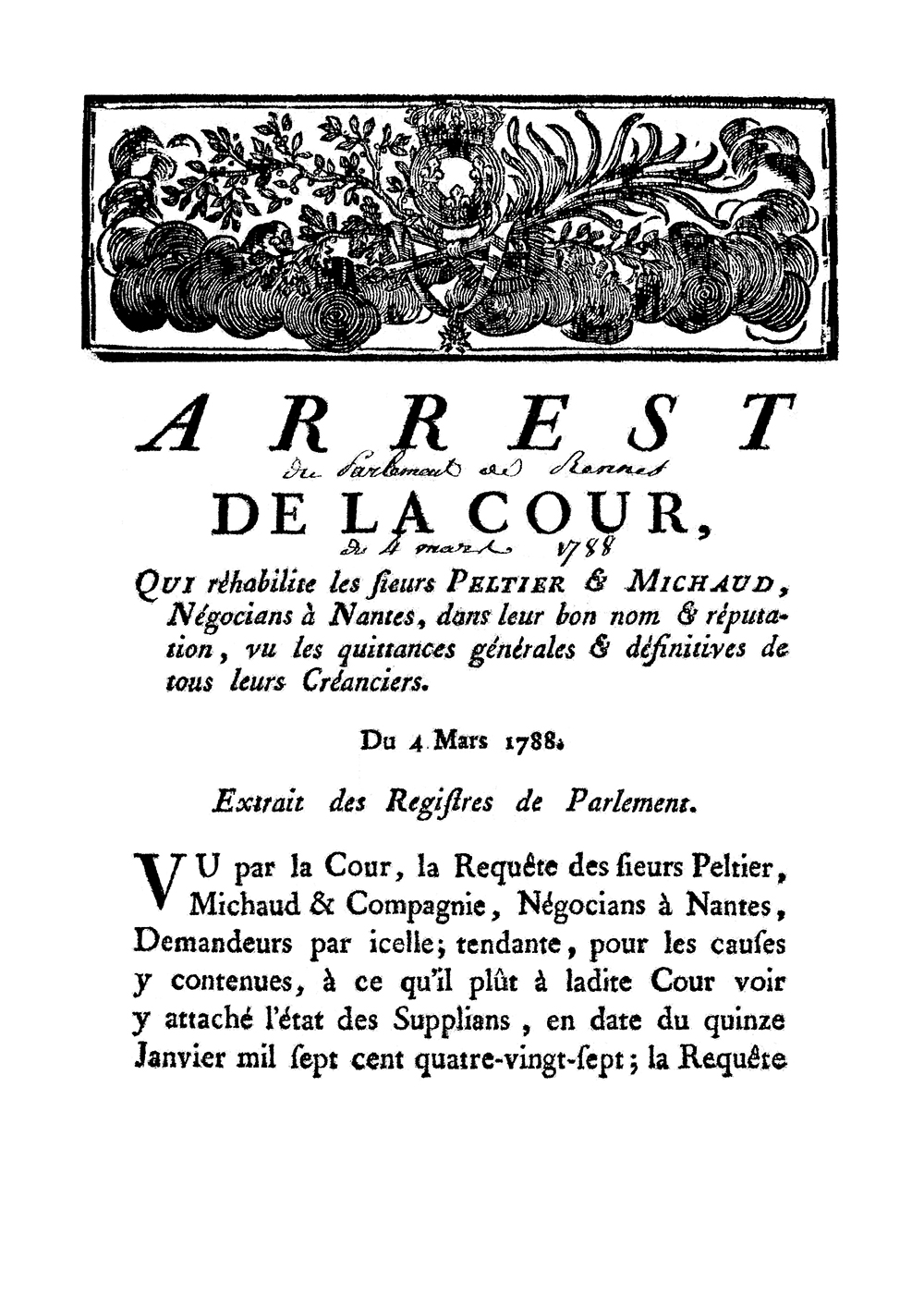
Réhabilitation de Jean Peltier et Michaud

La libération des prisonniers par les Anglais voit l'arrivée en France d'un armateur de l'Isle de France : Robert Pitot, un Malouin d'origine. C'est lui qui avait réalisé le 2 septembre 1783, au Cap de Bonne-Espérance, la vente au roi des bateaux de soutien à la VOC. Des liens d'entraides vont se créer entre Peltier et Pitot. Ce dernier, devenu veuf, épouse Marie Louise Hélène Lechault, le 29 juillet 1783. Les affaires sont devenues dures, baisse des frais de ports et diminution de la demande en café et en sucre, d'où des difficultés de trésorerie et des faillites retentissantes. Malgré la paix signée à Versailles le 3 septembre 1783, la France ne réussit pas à instaurer réellement des liens commerciaux avec les États-Unis. Jean Peltier crée une banque à Paris, Jean-Gabriel le représente sur place en association avec un cousin de J-J Carrier de Montieu : Étienne Carrier. Jean Peltier est caution et répondeur de son fils. Il donne «une hypothèque générale de ses biens présents et futurs et s’engage au payement, tant en principal qu’intérêts», des sommes qui sont prêtées par Messieurs J-B de La Valette-Peredon et Baudard de Sainte-James, trésorier de la Marine et des colonies. Jean Peltier garantit ainsi le prêt de trois cent mille (300 000) livres fait à Jean-Gabriel, remboursable dans 10 ans.
À cette époque Montieu se lance dans des achats immobiliers inconsidérés, dont le Château-Lafite en 1784, et pour cela fait un emprunt à Beaumarchais qu'il va devoir rembourser avec des traites sur Jean Peltier !

### Le dernier voyage des Acadiens
En 1785, le roi d'Espagne Charles III, désirant peupler la Louisiane pour faire face aux anglophones, obtient de Louis XVI le droit d'y installer les derniers Acadiens qui traînent dans les ports français. Le consul d'Espagne Manuel d'Asper y Janer est chargé de la mission par le Comte d'Aranda. Sept bateaux sont affrétés dont deux par Jean Peltier : le Saint-Remy et le Bon Papa, dont le second capitaine est son fils Marie-Étienne Peltier. Le dernier bateau est commandé par Nicolas Baudin. Arrivé sur place, Marie-Étienne, qui en a les pouvoirs, revend le Bon Papa le 19 août et achète une habitation à Joseph Xavier de Pontalba, maison qu'il recède au vendeur le 30 septembre 1785 ! Cette opération reste un mystère. Il faudra attendre 8 ans pour retrouver Marie-Étienne à Charleston, corsaire de la République française avec une commission du général Lavaux, en fonction à Saint-Domingue.
L'année 1785 se termine mal pour Montieu, la vente de Château Lafite est annulée an nom du retrait lignager, une pratique de la Guyenne. Les vendeurs ne restituant pas l'argent perçu, Montieu est en faillite et entraîne Jean Peltier dans sa chute. La banque parisienne, qu'il avait créée, ferme ses portes. Jean Peltier et François Michaud payent leurs dettes et seront réhabilités par le Parlement de Bretagne à Rennes, le 4 mars 1788.
Ses relations avec Pitot ont tourné Jean Peltier vers l'océan Indien. D'abord, en 1786, vers le Mozambique pour de la traite. Puis spécialement vers l'Isle de France de 1788 à 1802, à la suite des troubles liés aux révoltes d'esclaves à Saint-Domingue. De son côté, Robert Pitot fait faillite et décède au cours d'un voyage à Madrid le 13 octobre 1786, laissant en France Manon, sa veuve, loin de son patrimoine mauricien. Jean Peltier lui trouve un embarquement pour l'Isle de France.

### L'Isle de France
Jean Peltier a l'esprit ouvert aux idées nouvelles et le 4 novembre 1788, à la fin de la délibération du conseil communal de Nantes, il est un des premiers à signer  une requête en faveur du Tiers-état et de leur représentation. Ainsi, le 1er avril 1789, il participe à l'élection de 12 députés. Son fils Jean-Gabriel, d'abord favorable à la Révolution, écrit au mois d'août 1789 un libelle adressé aux députés bretons : "Sauvez-nous ou Sauvez-vous".

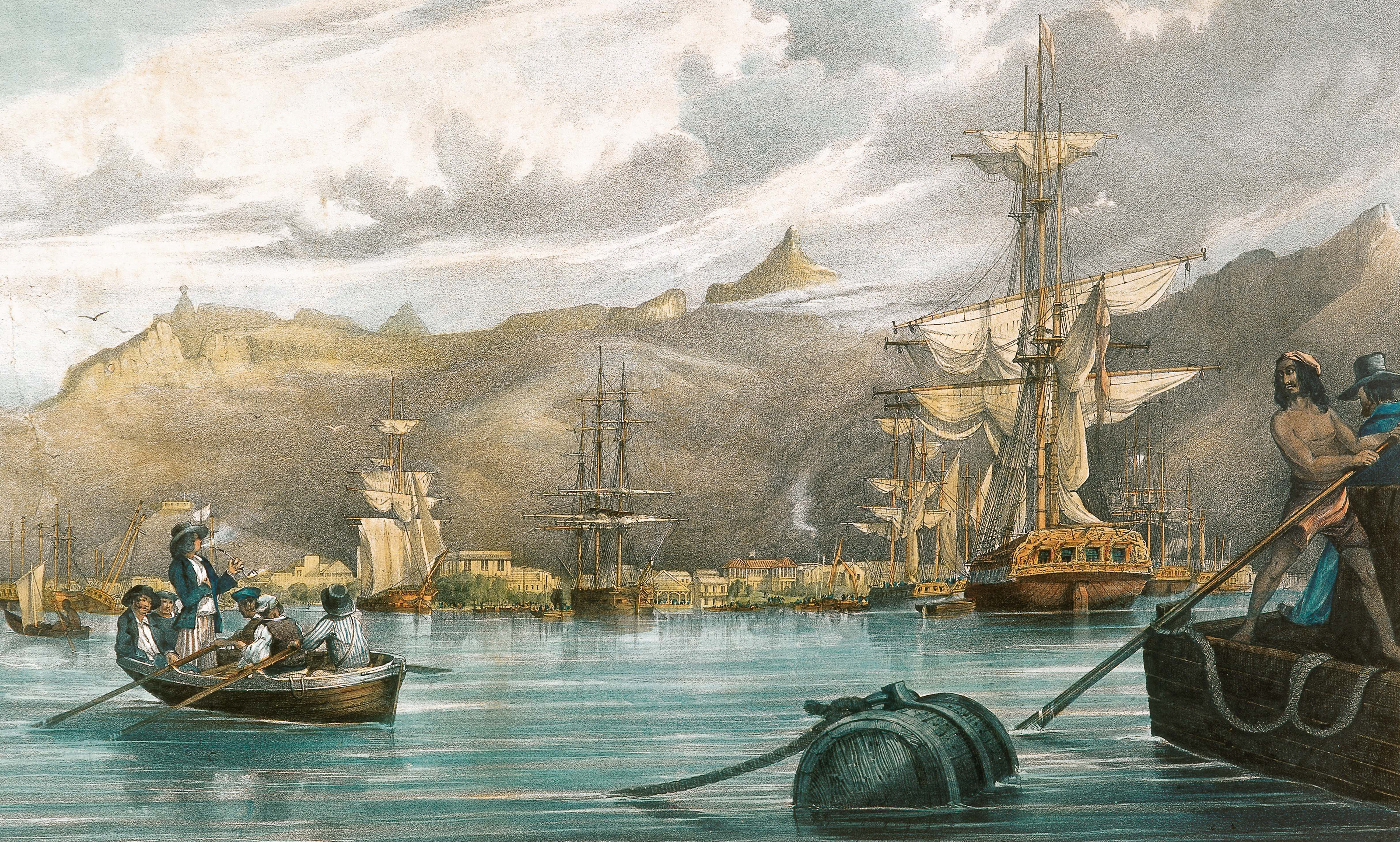
Gravure du Port-Louis.

Mais devenu veuf (26 mai 1788), Jean Peltier s'embarque le 28 juillet 1790 pour rejoindre Manon, veuve de Robert Pitot, et son frère Louis à l'Île de France (actuelle Île Maurice). Arrivé le 20 novembre, il vend la cargaison et le navire, et s'installe paroisse Saint-Louis au Port Nord-Ouest. Le 31 janvier 1791 Jean et Manon se marient civilement, mais sous la séparation de biens. Le 1er février leur union est bénie en l'église Saint-François des Pamplemousses. Jean Peltier ayant peu de liquidités, rejoint la France pour réarmer un nouveau bateau et revenir. La situation en France s'est dégradée, il peut quitter la Loire le 6 septembre 1792 (4 jours après les massacres parisiens) sur l'Aimable Suzanne. Arrivé le 8 mars 1793, le bateau va continuer vers l'Inde où il sera vendu dans les années 1794-95. En 1798, il regagne la France pour organiser un nouveau voyage. Il a assisté, en 1796, à l'échec de René Gaston Baco de La Chapelle et Étienne Laurent Pierre Burnel dans leur mission d'abolir l'esclavage à l'Isle de France, aussi en décembre 1798, il propose au Directoire de lui confier la mission de l'abolition de l'esclavage dans cette île. Sa suggestion restera sans réponse.

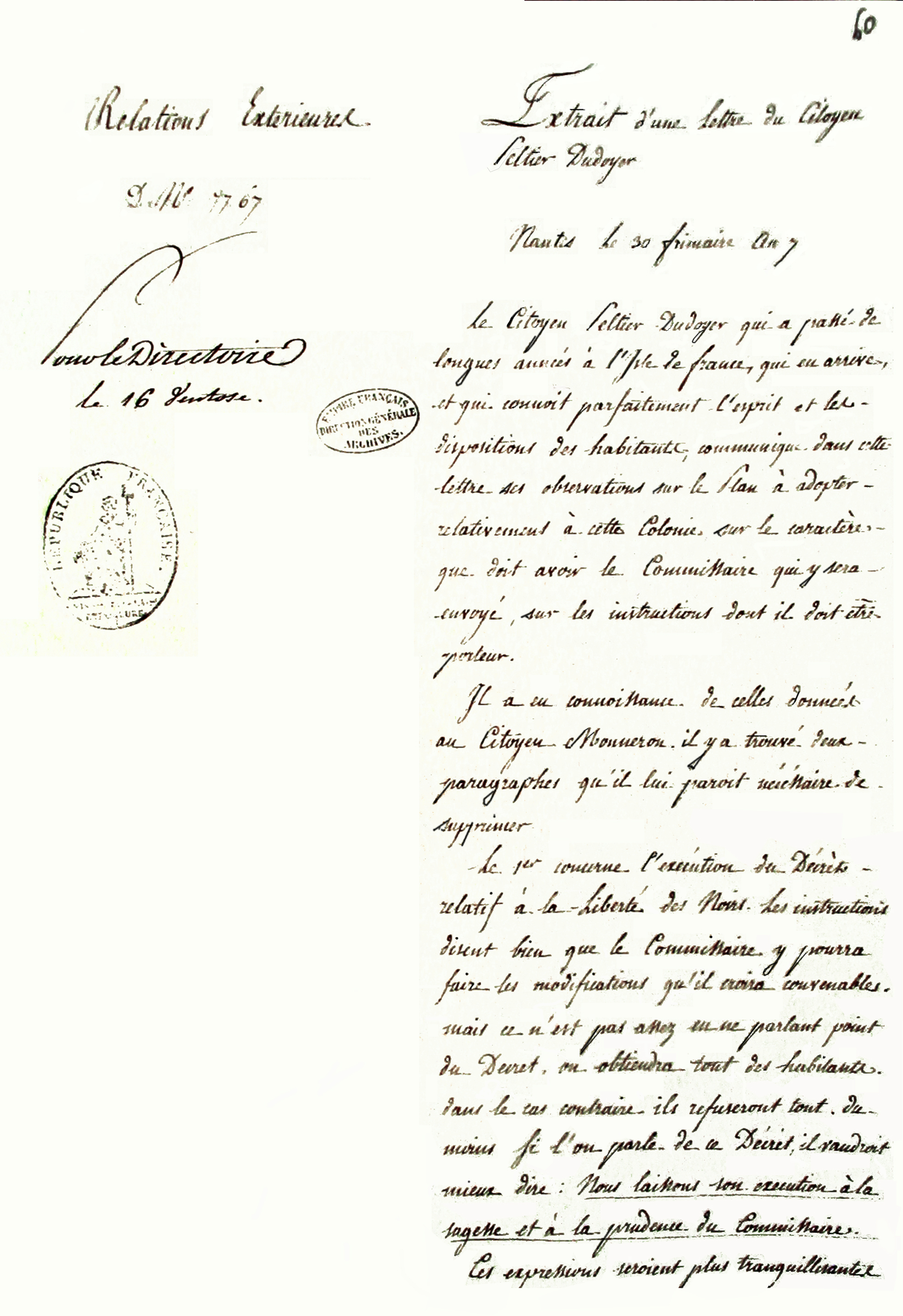
Mémoire adressé au Directoire. Archives Nationales. Groupe de la Marine et des colonies, AF/III/209.

La Paix d’Amiens semble se dessiner, Jean Peltier et François Michaud décident d'armer une prise anglaise, appartenant à Alexis François Joseph Dauchy, de Dunkerque, qui attend dans le port de Nantes. Ils ont le projet d'aller à Tranquebar (Indes danoises), où réside un parent Augustin Baudin (le frère de Nicolas Baudin), en faisant une escale à l'Isle de France. Sans attendre la paix qui ne sera signée que le 25 mars 1802, la Félicité, commandée par Marc-Antoine Fauvet, quitte Nantes le 4 janvier. Elle fait une première escale d'un mois à Lorient pour compléter son chargement, puis une seconde à Ténérife. Les 278 tonneaux du bateau emmènent tout un matériel pour les sucreries en raison des difficultés à s'approvisionner en sucre à la suite des révoltes d'esclaves à Saint-Domingue. Ils arrivent à l'Isle de France au mois de juin. Compte tenu des dommages qu'ils ont subis au cours de leur voyage, ont-ils poursuivi leur voyage vers l'Inde ? Impossible de le dire, le rôle de désarmement archivé à Lorient a été détruit pendant la guerre de 1939-45. Par les passagers, on sait que le navire est de retour à Lorient le 7 janvier 1803. Jean Peltier ne peut figurer sur cette liste de passagers puisqu'au départ il figure sur le rôle comme "Subrécargue, 67 ans, cheveux gris, 1 m 77, sans solde".
Profitant lui aussi de la Paix d'Amiens, Napoléon intente un procès à Londres contre son fils Jean-Gabriel Peltier, le journaliste qui l'agresse depuis des années dans la presse émigrée. Le roi Georges III laisse faire. Le procès est perdu, mais le peuple anglais réglera par souscription l'amende.
Si l'on en croit Jean-Gabriel, c'est à cause de lui et de ses écrits que son père a dû s'exiler aux Indes. Il faut entendre par là l'Isle de France qui est dans l'océan Indien.

### Le décès à Nantes

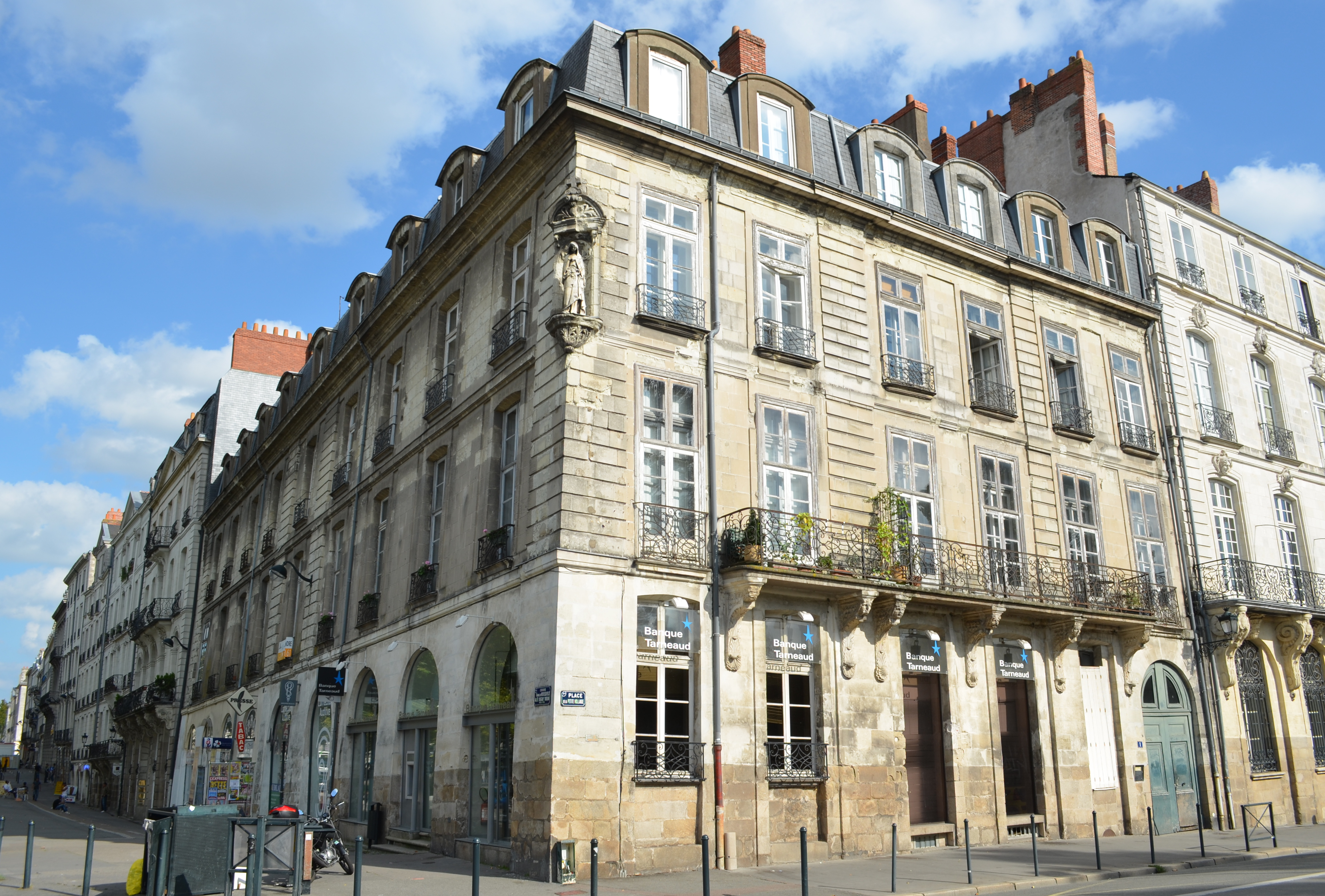
Maison Charron à Nantes, lieu de décès de Jean Peltier.

C'est pendant ce procès que Jean Peltier décède le 23 février 1803 à Nantes à la place de la Petite-Hollande, ne possédant plus que 3 416 Francs de biens mobiliers. Sa seconde épouse décédera à l'Ile Maurice le 23 avril 1823.
Son gendre François Michaud poursuivra l'armement de navires et décédera à Nantes le 17 mars 1840.

## Hommages
Jean Peltier Dudoyer a été officiellement reconnu en 2005 comme "ayant servi la cause de l'Indépendance Américaine" par la Société en France des Fils de la Révolution américaine (RUP) et a été inscrit en tant qu’ancêtre qualifiant sous le n° 334.
Une fiche biographique de Jean Peltier Dudoyer a été incorporée au "Dictionnaire biographique des ancêtres SAR".
Le 16 juin 2005, the National Society of the Sons of the American Revolution (NSAR) a reconnu ses mérites, et a attribué à un de ses descendants, agréé comme membre de l'association, le certificat N° 165163.